# Stephanie Sigman
Stephanie Sigman (ur. 28 lutego 1987 w Ciudad Obregón) – meksykańsko-amerykańska aktorka, która wystąpiła m.in. w filmach Annabelle: Narodziny zła, Miss Bala i Spectre.

## Filmografia

### Filmy
| Rok  | Tytuł                      | Rola              | Uwagi         |
| ---- | -------------------------- | ----------------- | ------------- |
| 2006 | Con lujo de detalle        | Mujer             | krótkometr.   |
| 2010 | Rio de Oro                 | Estela            |               |
| 2011 | Miss Bala                  | Laura Guerrero    | gl. rola      |
| 2012 | Morelos                    | Francisca Ortiz   |               |
| 2012 | Flight of the Butterflies  | Catalina Aguado   | film dokumen. |
| 2013 | El cielo es azul           | Laurada           |               |
| 2013 | Pod dnem                   | Maria Salatzar    |               |
| 2014 | Alicia en el país de María | Alicia            |               |
| 2015 | Spectre                    | Estrella          |               |
| 2016 | War on Everyone            | Delores           |               |
| 2017 | Shimmer Lake               | Steph Burton      |               |
| 2017 | Jak dogryźć mafii          | Lupe              |               |
| 2017 | Annabelle: Narodziny zła   | siostra Charlotte |               |
| 2023 | Murder City                | Ash               |               |

### Telewizja
| Rok       | Tytuł                          | Rola            | Uwagi    |
| --------- | ------------------------------ | --------------- | -------- |
| 2013      | The Arrangement                | Lourdes Nieves  | pilot    |
| 2013–2014 | The Bridge: Na granicy         | Eva Guerra      | 14 odc.  |
| 2015–2016 | Narcos                         | Valeria Velez   | 9 odc.   |
| 2016      | American Crime                 | Monica Ava      | 3 odc.   |
| 2016      | Presence                       | Presence Foster | pilot    |
| 2017-2019 | S.W.A.T. – jednostka specjalna | Jessica Cortez  | gł. rola |
| 2023      | Royal Crackers                 | Abuelita        | 1 odc.   |